# Anglerill de Sant Grau
Anglerill de Sant Grau és una masia situada al municipi de Navès, a la comarca catalana del Solsonès.